# Шар-Планина
Шар-Планина (мак. Шар Планина, серб. Шар-планина / Šar-planina, алб. Malet e Sharrit — «строката гора»), Шара (мак. Шара, серб. Шара / Šara), або Шар-Даг (тур. Şar Dağ) — гірський хребет на Балканському півострові. Основна частина лежить на території Північної Македонії і Косова, невелика частина — в Албанії. Простягається з північного сходу на південний захід на 75 км. Найвищі піки — Титов-Врх (2760 м) і Турчин (2702 м). У південній частині гірська система продовжується хребтами Кораб (2764 м), Бистра (2163 м), Ябланиця (2257 м) і Галичиця (2254 м) сумарною протяжністю 160 км.
Складові породи: кристалічні сланці, вапняк і доломіти. Є карстові ландшафти, а також високогірні озера, наприклад Боговинське озеро. Схили гір покриті змішаними лісами, вище 2000 м — гірські луки. На території Косово у межах гір Шар організований національний парк «Шар-Планина», в якому росте реліктова балканська сосна, а також мешкають: рись, європейський бурий ведмідь, сарна, вовк, дикий кабан та інші З македонської сторони частину території Шара входить до складу національного парку Маврово.
Велика частина гір дендруются притоками Білого і Чорного Дрина, східна частина — притоками річки Вардар. Стік з Мавровського озера використовується на ГЕС Вруток і Равен. У масиві Шар-Планина розвивається гірськолижний туризм і скелелазіння. Біля підніжжя гір ведеться видобуток хромової руди. Гірські луки використовуються під пасовища, особливо — для овець. Область гір особливо відзначена виробництвом сиру.
Великі міста: Призрен (Автономний край Косово і Метохія Сербія), Тетово і Гостивар (Македонія). Гори Шар зображені на гербі міста Скоп'є і на його прапорі.